# Zvonimir Soldo
Zvonimir Soldo (2 de noviembre de 1967; Zagreb, República Federal Socialista de Yugoslavia, actual Croacia) es un exfutbolista y entrenador croata que jugaba en la posición de pivote o defensa central. Actualmente se encuentra sin club tras su paso dirigiendo al Tractor Sazi FC de la Iran Pro League.

## Trayectoria como jugador
Se retiró en 2002 de su selección nacional, al final de la Copa Mundial de fútbol de 2002. Con su selección disputó la Eurocopa 1996, el Mundial de 1998 y el mencionado de 2002.

## Trayectoria como entrenador
El técnico, que llegó al 1. FC Colonia en junio de 2009 para hacerse cargo de un equipo que dejaba Christoph Daum.
En 2010 fue destituido de su puesto en el 1. FC Colonia de la Bundesliga después de la derrota de su equipo ante el Hanover 96 por 2-1. El entrenador de los sub-23 Frank Schaefer sería el sustituto interino del croata.

## Clubes

### Jugador
| Club              | País       | Año         | Partidos | Goles |
| Dinamo Zagreb     | Yugoslavia | 1988 - 1990 | 36       | 0     |
| NK Zadar          | Yugoslavia | 1990 - 1991 | 26       | 2     |
| NK Inter Zaprešić | Croacia    | 1991 - 1994 | 55       | 2     |
| Dinamo Zagreb     | Croacia    | 1994 - 1996 | 51       | 3     |
| VfB Stuttgart     | Alemania   | 1996 - 2006 | 301      | 15    |

### Entrenador
| Club                    | País     | Año         |
| ----------------------- | -------- | ----------- |
| Dinamo Zagreb (Cantera) | Croacia  | 2007        |
| Dinamo Zagreb           | Croacia  | 2008        |
| 1. FC Colonia           | Alemania | 2009 - 2010 |
| SL Taishan              | China    | 2017        |
| Admira Wacker           | Austria  | 2020        |
| Tractor Sazi            | Irán     | 2021 - 2022 |

## Palmarés

### Como jugador
- Inker Zaprešić:
  - Copa de Croacia: 1992
- Dinamo Zagreb:
  - Prva HNL: 1995/96
  - Copa de Croacia: 1995/96
- VfB Stuttgart:
  - Copa de Alemania 1996/97
  - Semifinalista Recopa: 1997/98
  - Intertoto: 2000
- Croacia:
  - Tercera plaza Mundial: 1998

### Como entrenador
- Dinamo Zagreb:
  - Prva HNL: 2007/08
  - Copa de Croacia: 2007/08